# Audi S4
Pour les articles homonymes, voir S4.
L'Audi S4 est une berline sportive de luxe construite par la marque allemande Audi.
À ce jour, six générations d'Audi S4 se sont succédé, nommées respectivement S4 C4 (1991-1994), S4 B5 (1997-2002), S4 B6 (2002-2005), S4 B7 (2005-2008), S4 B8 (2009-2016) et S4 B9 (depuis 2016).
Alors que le nom désigne à l'origine la version sportive de l'Audi 100 IV, qui devient Audi S6 lors du renommage de celle-ci en Audi A6 I, il désigne par la suite la dérivée de l'Audi A4.

## Historique
L'Audi S4 est la version sportive de l'Audi A4. Elle dispose depuis 2003 du moteur V8 4.2 du Groupe Volkswagen (anciennement groupe VAG) et d'une transmission intégrale Quattro (S4 B6). Auparavant (1997-2002, S4 B5), elle était animée d'un bloc V6 2,7 L à 30 soupapes, suralimenté par deux turbocompresseurs (un sur chaque banc de cylindres).
Avec ses 4,2 litres de cylindrée et une puissance de 344 ch, ce V8 comme tous les gros moteurs, se distingue surtout par son couple appréciable de 420 N m. Ce véhicule, malgré ses 1 750 kg, affichait des performances de tout premier ordre avec un 0 à 100 km/h effectué en 5.6 secondes et un 1000 m départ arrêté exécuté en 25.3 secondes.
L'Audi S4 B7 est bien plus récente puisqu'elle a été redessinée la dernière fois en 2005. Bien qu'Audi la classifie comme "nouvelle voiture", les différences entre elle et la S4 B6 sortante sont principalement esthétiques; elle aborde pour la premiere fois la calandre "single frame", que l'on doit au Desginer italien Walter De Silva et qui équipe désormais les pare-chocs des Audis actuelles.

## S4 C4 (1991-1994)
L'Audi S4 C4 est une version sportive de l'Audi 100 créée en 1991 par la société allemande Audi. L'Audi S4 est une berline ou Avant (break) sportive de luxe. Le nom S4 était dérivé de la désignation du modèle, "C4".

### Carrosserie

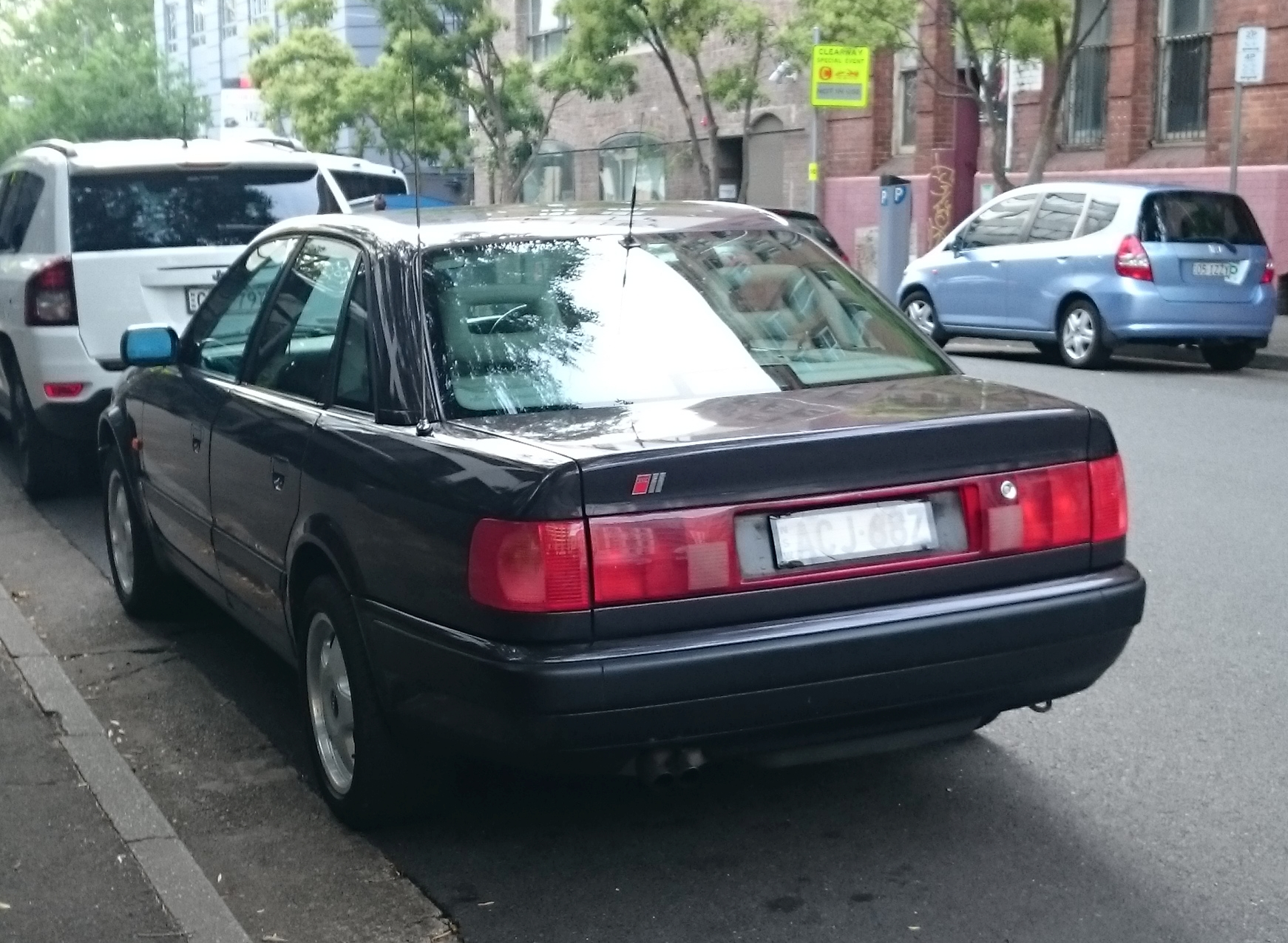
Vue arrière

La carrosserie de l'Audi S4 reprend largement celle de l'Audi 100 C4. L'avant a été redessiné, les ailes ont été élargies et donc le pare-chocs avant aussi, et des prises d'air supplémentaires ont été ajoutées pour le refroidisseur intermédiaire et le refroidisseur d'huile. Les phares ont été remplacés par des triple phares ellipsoïde. Une bande continue et lumineuse a été utilisée à l'arrière. La S4 est également reconnaissable grâce aux emblèmes S4 sur la calandre avant et à l'arrière. Les modèles avec le moteur V8 de 4,2 litres sont reconnaissables de l'extérieur par leurs pare-chocs peints. En revanche, les modèles avec le moteur 20V Turbo ont des bandes de couleur plastique.

### Équipement
L'équipement de série comprend le système de sécurité Procon-ten ainsi que l'ABS, le verrouillage centralisé et les vitres électriques. L'airbag était facultatif. À l'intérieur, il y a des sièges sport et un volant sport à trois branches (uniquement dans le modèle sans airbag) avec un emblème S4 intégré. De plus, il y a trois instruments supplémentaires dans le combiné d'instrumentations, l'heure, la température d'huile et la pression d'huile. Ces instruments ont un fond gris clair.

### Audi S4 GTO
L'Audi S4 GTO a été utilisée par Audi de 1992 à 1994 pour la course de voitures de tourisme sud-africaines WesBank Modified. L'Audi 90 quattro IMSA GTO avait d'abord été envisagée pour cela. Cependant, comme elle n'était pas proposée en tant que voiture de série en Afrique du Sud, l'Audi S4 devait être utilisée.
La voiture était propulsée par un moteur cinq cylindres turbo de 2 110 cm³ et d'une puissance de 400 kW, elle disposait également d'une boîte de vitesses manuelle à 6 rapports et d'une transmission intégrale. Le poids à vide était de 1 206 kg.
La S4 GTO a été pilotée par Hans-Joachim Stuck et Terry Moss, entre autres.

### Moteur
S'agissant d'un modèle sportif, elle était dotée d'un moteur de 230 chevaux qui lui permettait d'effectuer le 0 à 100 km/h en 7,2 secondes et de faire monter sa vitesse maximale à 245 km/h (limitée), tout cela malgré sa masse de 1 650 kg. Son moteur est un 5 cylindres en ligne turbocompressé à culasse à 20 soupapes (Turbo KKK type K24/7000). La transmission est intégrale "Quattro" avec différentiel Torsen, ce qui permet une meilleure motricité par faible adhérence et apporte un sentiment de sécurité indéniable.

### Numéros d'enregistrement
Stock de véhicules en Allemagne au 1er janvier :
| Date | Avant V8 | Berline V8 | Source |
| ---- | -------- | ---------- | ------ |
| 2021 | 76       | 23         | [ 2 ]  |
| 2020 | 73       | 20         | [ 3 ]  |
| 2019 | 83       | 21         | [ 4 ]  |
| 2018 | 91       | 20         | [ 5 ]  |
| 2017 | 93       | 21         | [ 6 ]  |
| 2016 | 100      | 23         | [ 7 ]  |

## S4 B5 (1997-2001)
L'AUDI S4 châssis "B5" est apparue un peu "en retard" (septembre 1997) par rapport au restant de la gamme A4 qui lui est apparu en 1994.
Dotée d'un moteur de type V6 2,7l (2 671 cm3 à 90°, 30 soupapes, de 265 ch), elle a eu pour tâche de remplacer le 5 cylindres en ligne, 2,2l, 20 soupapes, 230 ch, de l'S4 châssis "C4" qui la précédait.
Elle a été mise au point sur la base du plus gros moteur équipant la version A4 : le V6 2,8l (2 771 cm3 à 90°, 30 soupapes, de 193 ch). Elle en garde évidemment les culasses à 5 soupapes par cylindre refroidies au sodium, et les déphaseurs hydrauliques.
Avec une cylindrée abaissée à 2,7l (2 671 cm3), ce moteur (type AGB) s'est vu attribuer deux petits turbocompresseurs Borg-Warner type K03, ainsi que 2 échangeurs d'air de type "air-air" en alliage d'aluminium. Le choix de petits turbocompresseurs a été fait en vue d'atteindre les performances ciblées par AUDI: un faible temps de réponse de ces derniers pour des reprises très énergiques quel que soit le rapport de boîte de vitesses engagé, tout en ayant un débit maximum possible relativement élevé et obtenir une puissance, et surtout un moment de couple moteur important.
Avec une pression de suralimentation de 0,9 bar relatif et ainsi équipé, ce moteur développe un couple maximum théorique de 400 N m disponible de 1850 à 3 600 tr/min, et 265 ch (195 kW) à 5 800 tr/min. Les valeurs de couple spécifique (150 N m/L) et de puissance spécifique (98 ch/l) sont relativement faibles pour un moteur suralimenté à 5 soupapes par cylindres, ce qui a fait dire de ce moteur qu'il n'était autre qu'une « vitrine technologique » pour Audi.
Fiable, ce moteur largement éprouvé a démontré son endurance tant que son entretien est suivi : la qualité de l'huile semble être une priorité, mais aussi la conservation en état d'origine sans modifications, et une utilisation respectant l'équilibre thermique des fluides et un temps de refroidissement des paliers de turbos avant coupure du moteur si ce dernier a été utilisé plus ou moins intensivement (évitant ainsi la carbonisation de l'huile sur les paliers, qui induit des résidus de composés abrasifs).
Performance

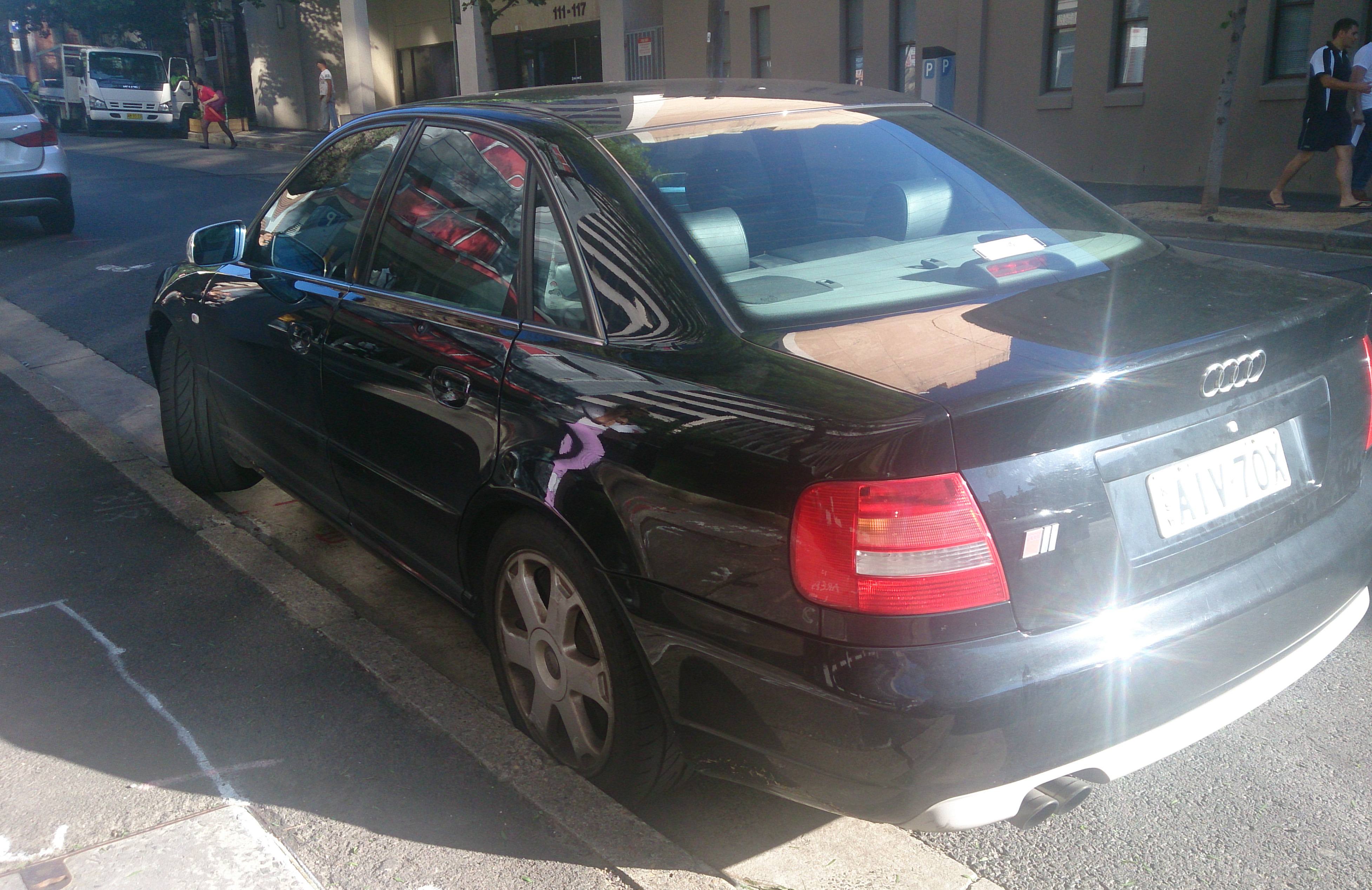
Vue arrière de la S4 berline (1999–2001)

Un essai réalisé par le magazine l'Auto-journal de décembre 1998 faisait état d'un 0-200 km/h nécessitant moins de 900 m, un 0-100 km/h en 5,7 s, 0-200 km/h en 22,5 s, ou encore une reprise de 80 à 120 km/h ne nécessitant que 7,9 s sur le 6e rapport de boite de vitesses.
| Performances               |                                                                            |
| Reprises De 90 à 130 en 5e | 6,5 s                                                                      |
| Reprises De 90 à 130 en 4e | 5,7 s                                                                      |
| Reprises De 90 à 130 en 3e | 5,1 s                                                                      |
| Freinage ABS, à 130 km/h   | 66,3 m                                                                     |
| Consommation               |                                                                            |
| Autoroute                  | 10,4 l/100 km                                                              |
| Route                      | 9,1 l/100 km                                                               |
| Ville                      | 13,9 l/100 km                                                              |
| Moteur                     |                                                                            |
| Type                       | 6 cylindres en V à 90°, disposition longitudinale, 5 soupapes par cylindre |
| Cylindrée                  | 2 671 cm3                                                                  |
| Alimentation               | Gestion électronique intégrale                                             |
| Puissance maxi             | 265 ch à 5 800 tr/min                                                      |
| Couple maxi                | 400 N m à 1 850 tr/min                                                     |
| Transmission               |                                                                            |
| Type                       | Intégrale                                                                  |
| Boîte de vitesses          | mécanique à 6 rapports                                                     |
| Poids                      |                                                                            |
| Poids total                | 1 591 kg                                                                   |
| Châssis                    |                                                                            |
| Diamètre de braquage       | 11,4 m                                                                     |
| Direction                  | à crémaillère, assistée                                                    |
| Freins AV/AR               | disques ventilés/disques                                                   |

Notons tout de même que ce moteur n'est pas exclusif au modèle S4 B5 : il a notamment équipé certaines Audi A4 et A6 un peu après en leurs versions "Allroad," mais en des puissances différentes (250ch et 230 ch par réduction de la pression de suralimentation, respectivement de 0,7 et 0,5 bar relatif).
La transmission de l'AUDI S4 B5, quant à elle est identique à l'A4 V6 2,8l: une boite de vitesses mécanique à 6 rapports synchronisés, et 4 roues motrices permanentes de type "Quattro" avec différentiel "Torsen" (pour "Torque Sending").
La fiabilité de celle-ci ne semble pas connaitre d'écueil, tant côté boite de vitesses et transmissions, que du côté du différentiel arrière. L'expérience montre qu'il est utile de remplacer les huiles de boite de vitesses et de différentiel arrière, et ce par des fluides de très bonne qualité aux viscosités requises par Audi.
Enfin, l'intérieur du véhicule et les éléments de carrosserie ne semblent guère souffrir du vieillissement de ces modèles maintenant relativement âgés : les cuirs sont robustes, les différents joints, mécanismes et plastiques sont de bonne facture.
Quelques problèmes électriques affectent toutefois le fonctionnement de certains autoradio, du régulateur de vitesse, de l'ordinateur de bord, des vitres électriques ou encore de certains capteurs et sondes moteur : problèmes inhérents à l'oxydation progressive des contacts et circuits électriques avec le temps, qu'il est souvent aisé de résoudre.
Vie à bord
L'Audi S4 tout comme l'était l'A4 n'était pas réputée pour son espace intérieur. C'était l'une des familiales les moins habitables de la catégorie. Toujours selon l''Auto-journal de décembre 1998 : "Cinq personnes et leurs bagages peuvent toutefois prendre place... mais pas leurs aises ! Les rangements sont suffisants. Son coffre présente une ouverture peu pratique, mais il affiche une capacité correcte pour la catégorie. L'Audi S4 paye en "chèques confort" sa précision de conduite et son excellente tenue de route. Ses pneus taille basse, sa suspension et ses sièges fermes rendent compte avec une fidélité aiguë du profil de la route. Mais c'est à ce prix que cette allemande (c'est assez rare de l'autre côté du Rhin pour être signalé) résiste efficacement à tous les effets de roulis, de pompage ou encore de tangage. Le gain en agrément et en précision de conduite comble très facilement le manque à gagner en matière de confort. Dommage pour les passagers... Les bruits aérodynamiques marqués se manifestent à partir de 180 km/h. Dans l'ensemble, cette voiture est très silencieuse, peut-être un peu trop pour une véritable sportive".
Finances
Environ 300 000 FF à sa sortie, variable selon les options demandées par le client.
Aujourd'hui: l'Audi S4 B5 est une voiture performante et fiable. Son placement sur le segment "haut-de-gamme" en fait une voiture qui vieillit plutôt bien, et dont les prix sur le marché de l'occasion sont, en 2017, relativement abordables. Sa cote semble stable, les versions berlines nettement plus rares sont plus recherchées et s'échangent à des tarifs un peu plus élevés.

Ils ne doivent pas faire oublier qu'elle demeure une voiture performante avec les coûts inhérents, notamment côté entretien réputé cher et complexe.

## S4 B6 (2003-2004)
La S4 B6 a été officiellement présenté pour la première fois au Paris Motion Festival 2002, sur la plateforme B6 et mis sur le marché début 2003. Le moteur atmosphérique V8 de 4,2 l est basé sur le moteur de l'Audi S8 (D2) et il développe une puissance maximale de 253 kW (344 ch) dans la S4. Le moteur a été raccourci de 52 mm pour se loger dans le compartiment moteur de la voiture de taille moyenne. À cette fin, l'entraînement de l'arbre à cames a été déplacé du côté de l'embrayage et les arbres à cames étaient entraînés par des chaînes au lieu de courroies crantées.
Extérieurement, le véhicule se distingue, entre autres, par des pare-chocs avant et arrière modifiés, rétroviseurs extérieurs en aluminium brillant, protections porte saillantes, emblèmes S4 et sorties d'échappement plus grandes par rapport aux variantes A4 normales. D'usine, cette S4 roule sur des roues de 18 pouces et des pneus 235/40 ZR 18 et elle est abaissée de 20 millimètres.
La S4 a des seuils de porte avec lettrage S4, un groupe d'instrumentations modifié avec des pointeurs blancs, sièges sport de série et phares au xénon.
Selon les spécifications d'usine, la voiture, dans la version avec boîte manuelle à six rapports, accélère de 0 à 100 km/h en 5,6 secondes (5,8 s pour l'Avant; 5,9 s pour le cabriolet). Les variantes avec transmission automatique nécessitent entre 0,2 et 0,3 seconde de plus. La vitesse de pointe est limitée électroniquement à 250 km/h.
Comme sa prédécesseur, le véhicule est équipé de série de la transmission intégrale Torsen (quattro) avec répartition symétrique du couple (50:50) entre les roues avant et arrière. La transmission intégrale est commutée avec une transmission manuelle à six vitesses entièrement synchronisée ou avec une transmission automatique à six vitesses optionnelle (Tiptronic), qui peut être commutée à l'aide d'interrupteurs à bascule sur le volant.
À partir de la génération B6, la S4 était également disponible en cabriolet en plus de la berline et du break.

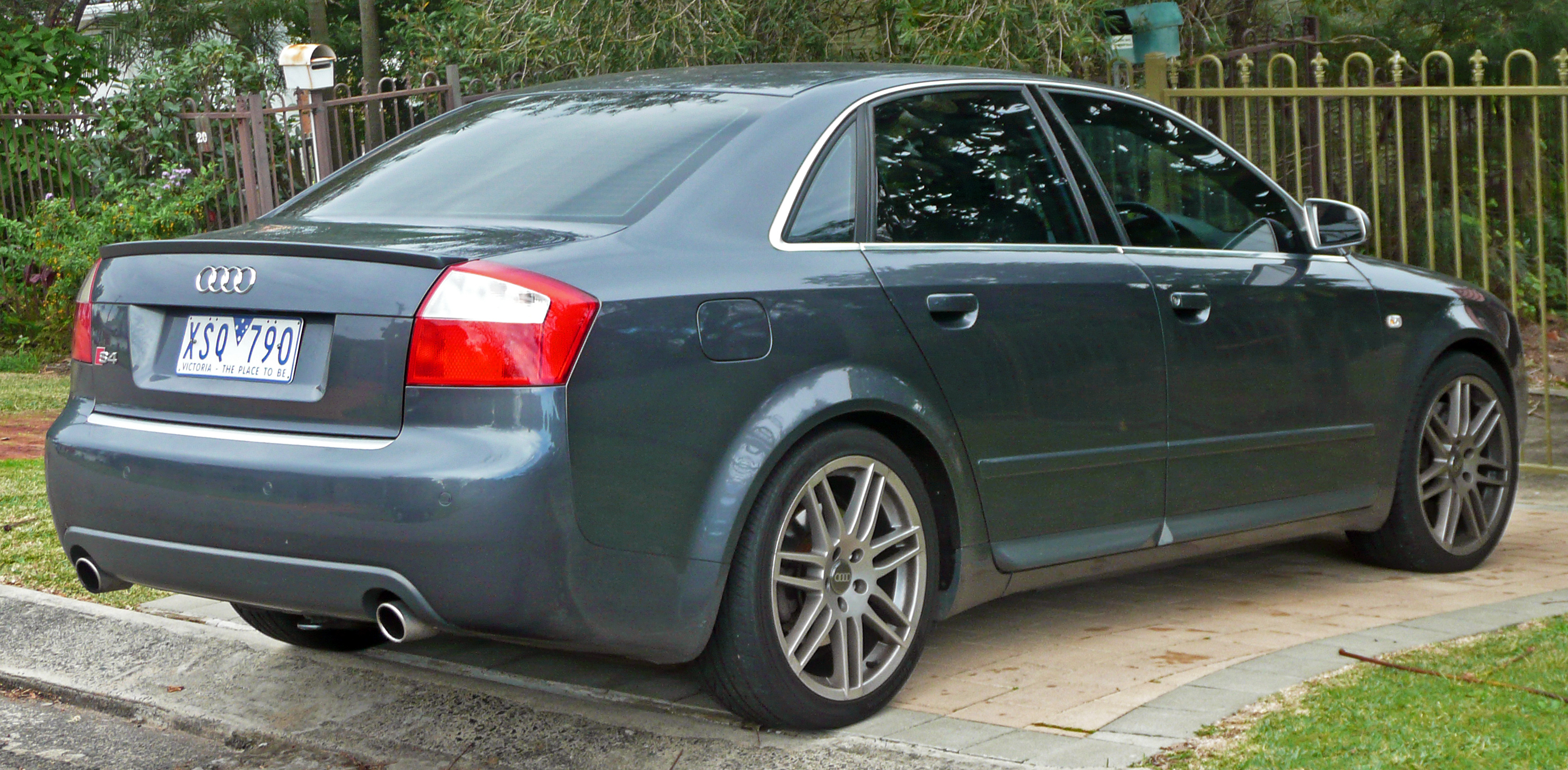
Vue arrière de la berline
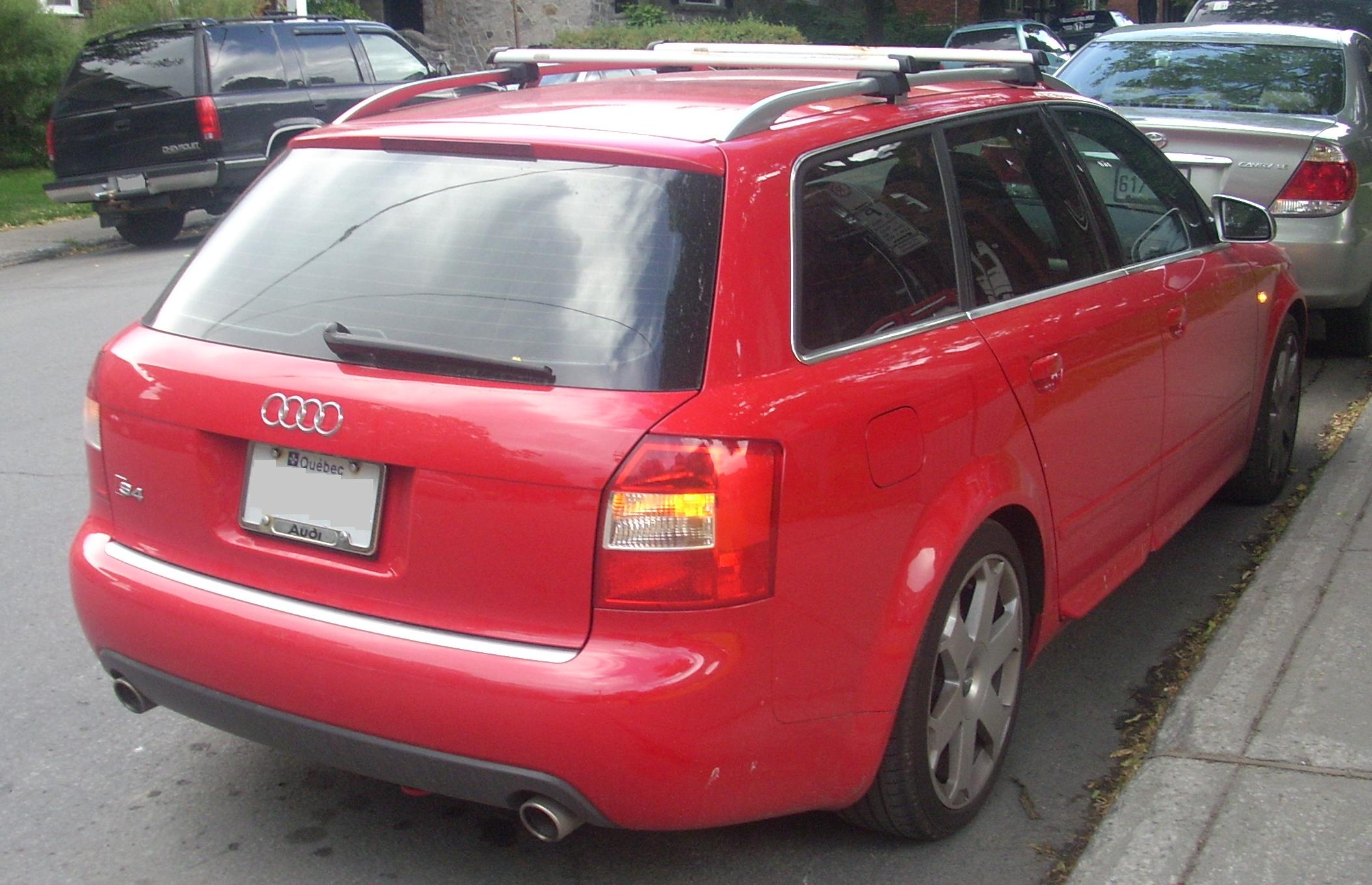
Vue arrière de l'Avant
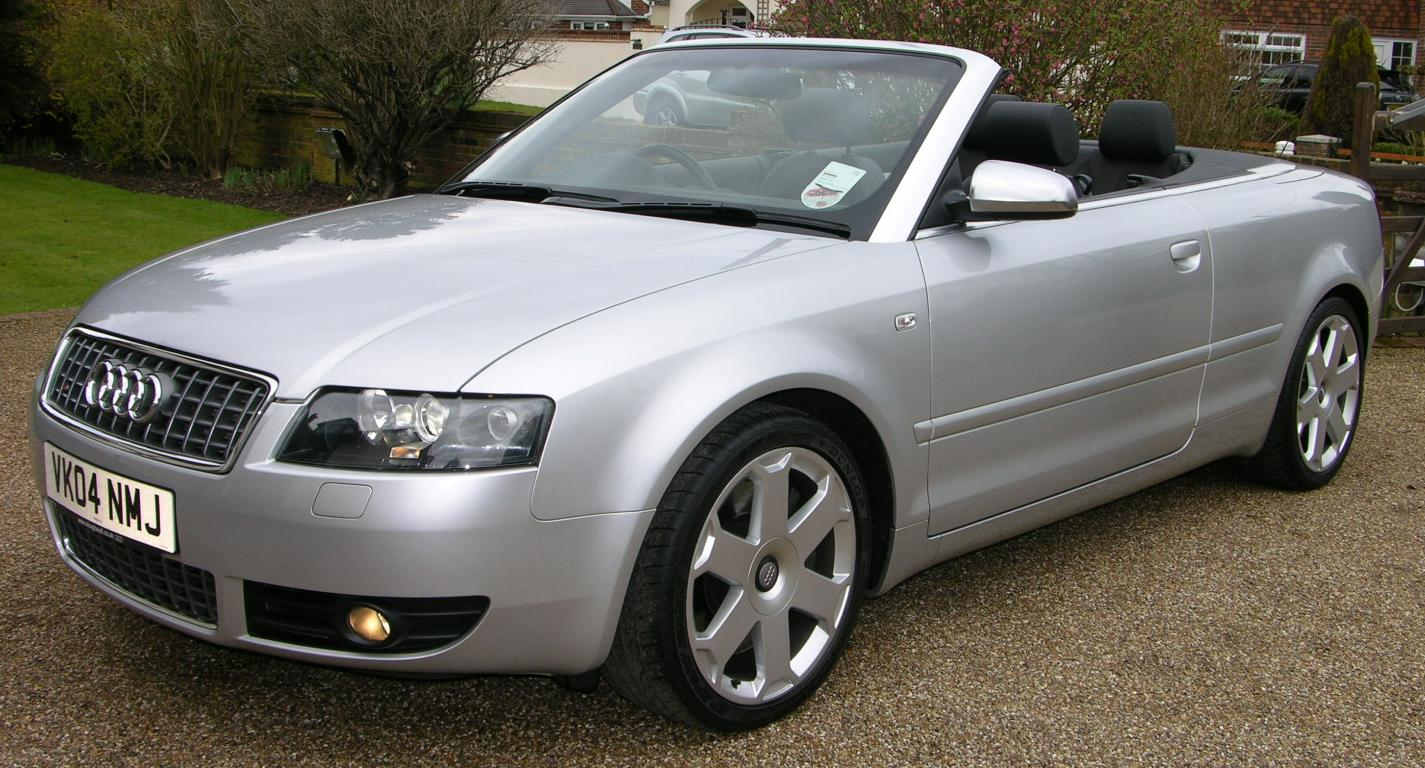
Vue avant du cabriolet
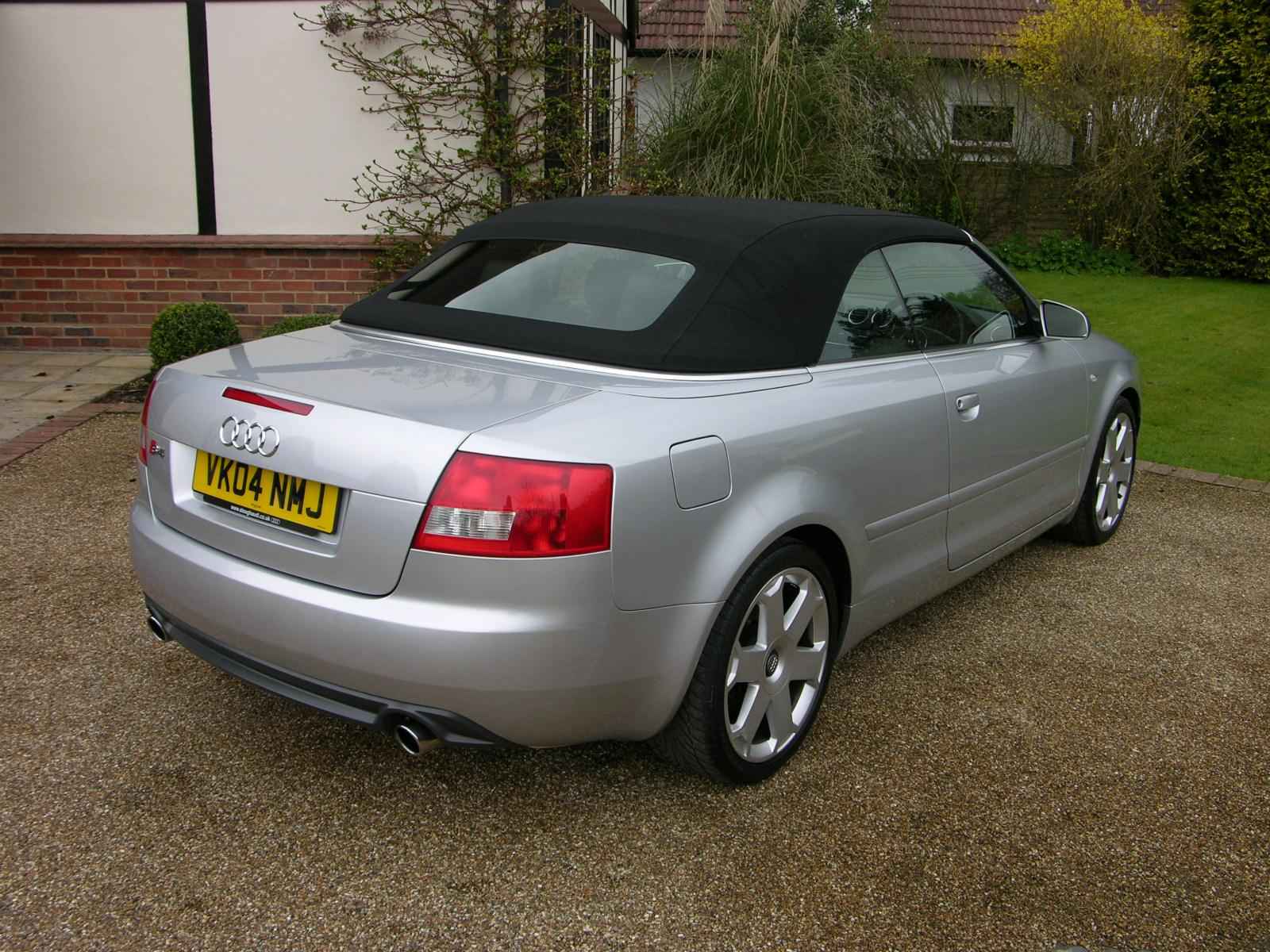
Vue arrière du cabriolet

## S4 B7 (2004-2009)
La S4 B7 a de nouveau été présentée en berline et Avant au Mondial de l'Automobile en octobre 2004 pour le lifting de l'Audi A4 B6. Le cabriolet est apparu début 2006, c'est pourquoi les périodes de construction des B6 et B7 se sont superposées.
Par rapport à la B6, le design et les composants du châssis ont été revus. Comme dans la prédécesseur, le moteur a une puissance maximale de 253 kW (344 ch) et il est proposé de série avec une transmission manuelle à six vitesses. Une transmission automatique était disponible en option.
Extérieurement, cette S4 ressemble à première vue à la A4 "normale" grâce aux pare-chocs avant et arrière identiques à ceux de la finition extérieur S line. Seuls la calandre modifiée, les rétroviseurs extérieurs en aluminium, les protections de porte évasés et les quatre sorties d'échappement ovales distinguent cette S4 des autres modèles.
Le prix de base était d'environ 54 000 euros (environ 55 000 euros pour l'Avant; 62 000 euros pour le cabriolet). (en janvier 2006)
En 2005, à l'occasion du 25e anniversaire de la production de l'Audi Quattro, Audi a vendu un modèle spécial de l'Audi S4 aux États-Unis, la "25quattro", limité à 250 unités, qui était équipé des pare-chocs d'un modèle spécial connue en Europe sous le nom d'Audi A4 DTM Edition. Cependant, la conduite est restée identique à celle de l'Audi S4 de l'année modèle restante.

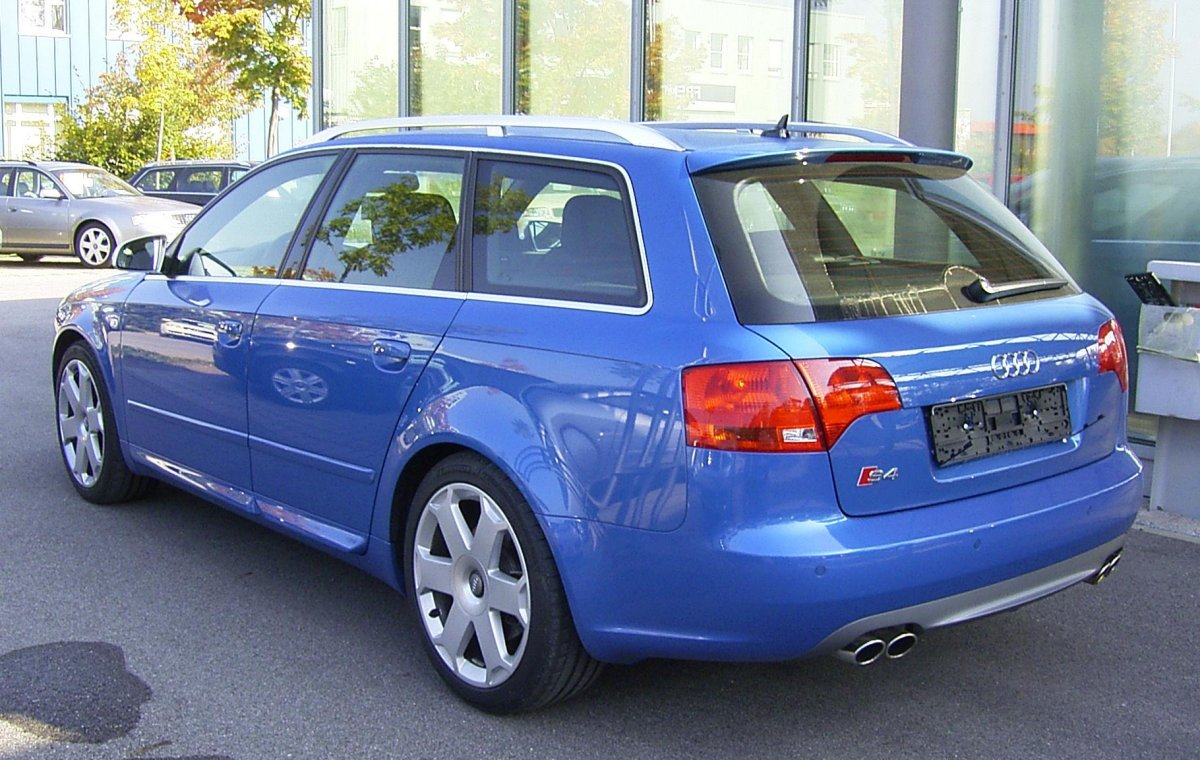
Audi S4 Avant (2004–2008)

## S4 B8 (2008-2015)
Basée sur l'A4 B8, la cinquième génération de S4 a été présentée en octobre 2008 au Paris Motion Festival sous la forme d'une berline et d'un break (Avant). La S4 pouvait être commandée à partir de novembre 2008, tandis que la livraison des modèles a commencé en mars 2009,.
Un moteur V6 de 3,0 litres avec injection directe de carburant et compresseur est utilisé comme moteur. Celui-ci délivre une puissance maximale de 245 kW (333 ch) et atteint un couple maximal de 440 Nm à partir de 2900 tr/min−1. Contrairement au moteur V8 de 4,2 l plus puissant de 8 kW (11 ch) du modèle précédent, la consommation a diminué jusqu'à 3,9 litres aux 100 kilomètres. Une transmission manuelle à six rapports est disponible de série, ou alors une nouvelle transmission à double embrayage S tronic à sept rapports est disponible en option. Il existe également une transmission intégrale quattro à polarisation arrière avec un différentiel sport en option. La S4 diffère de l'A4 principalement en ce qu'elle a une carrosserie plus basse de 20 millimètres avec une suspension sport, des coques de rétroviseurs extérieurs argentées, des tabliers modifiés et des sorties d'échappement à quatre tuyaux.

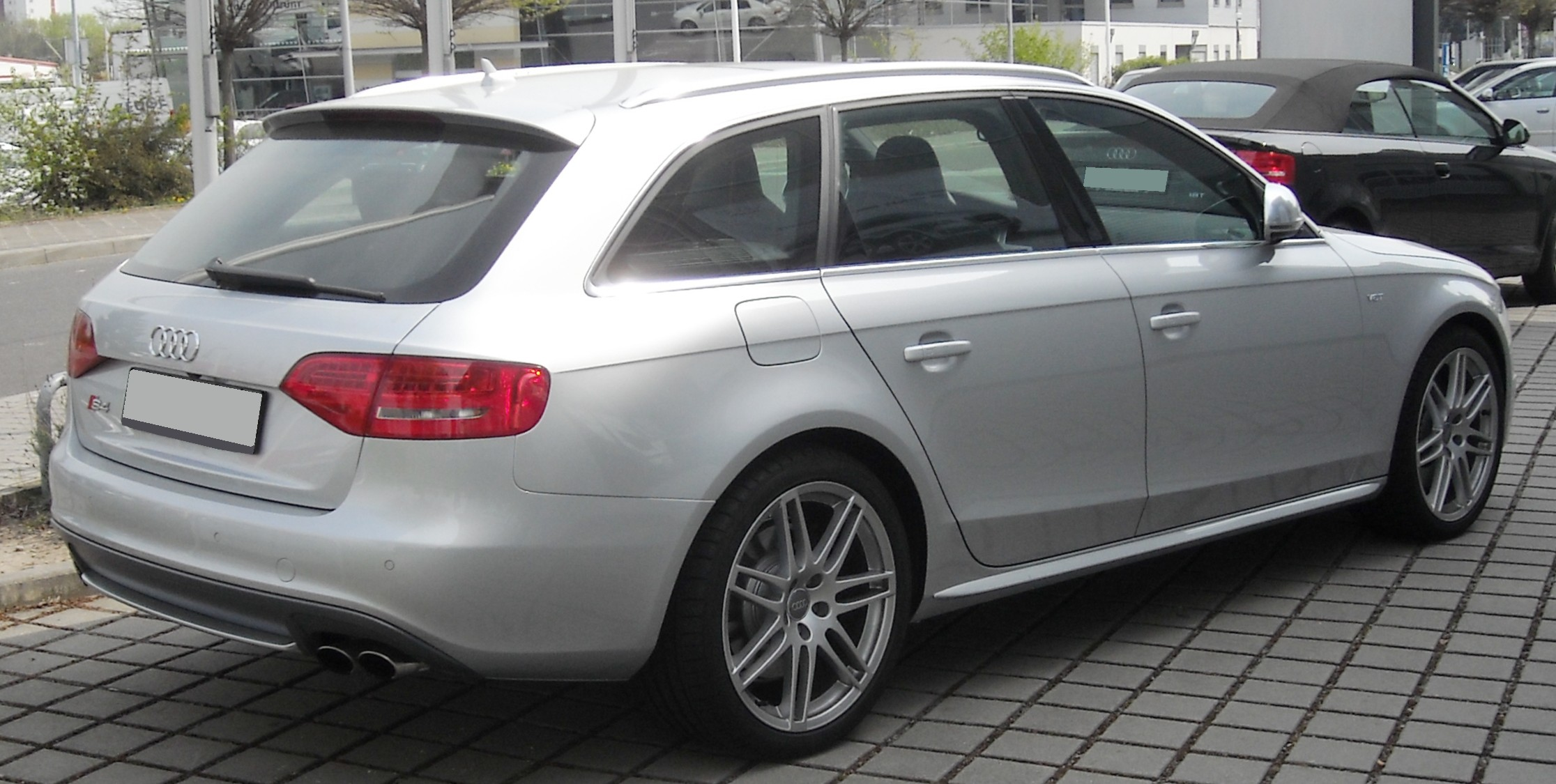
Vue arrière de l'Avant (2008–2011)
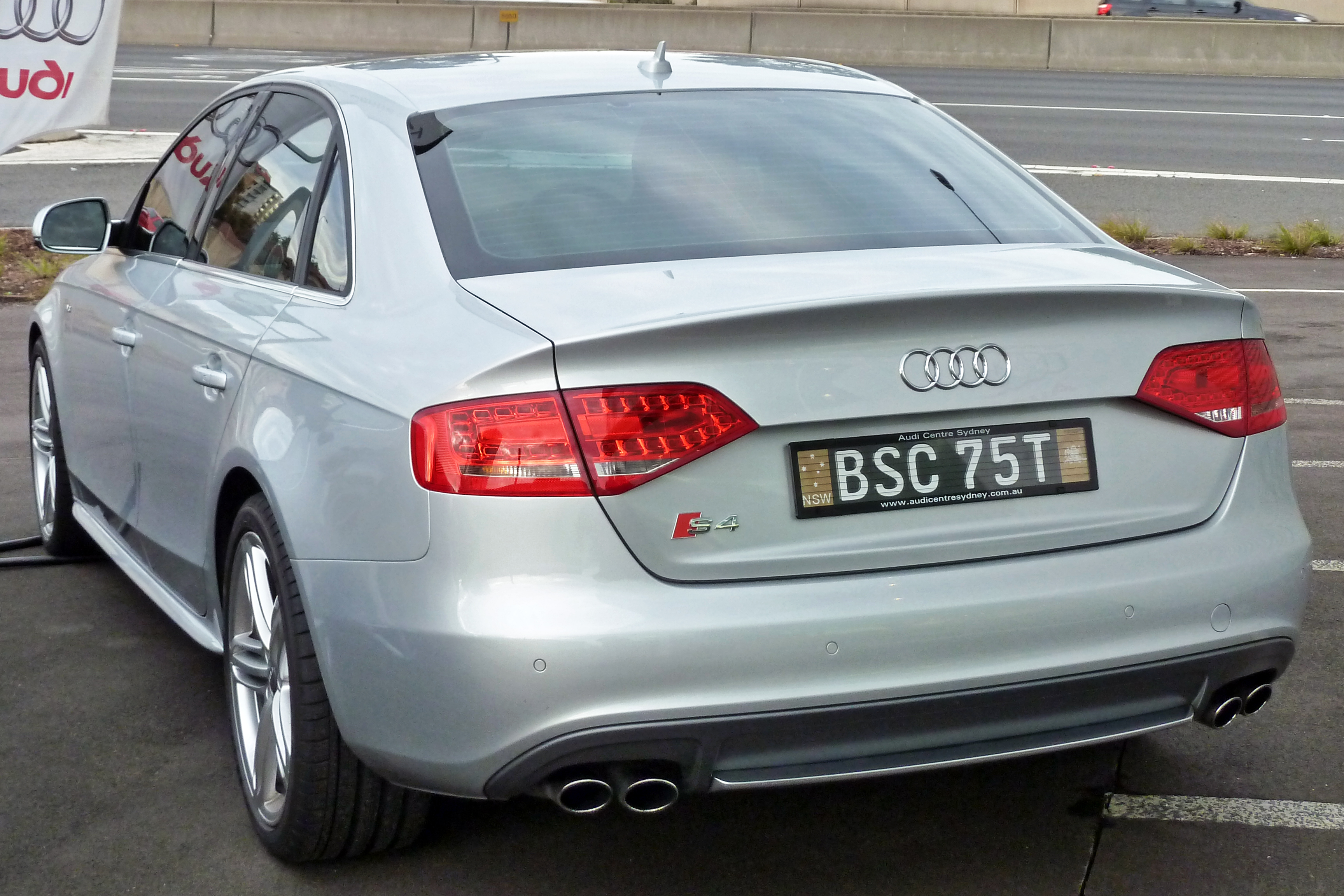
Vue arrière de la berline (2008–2011)

### Lifting

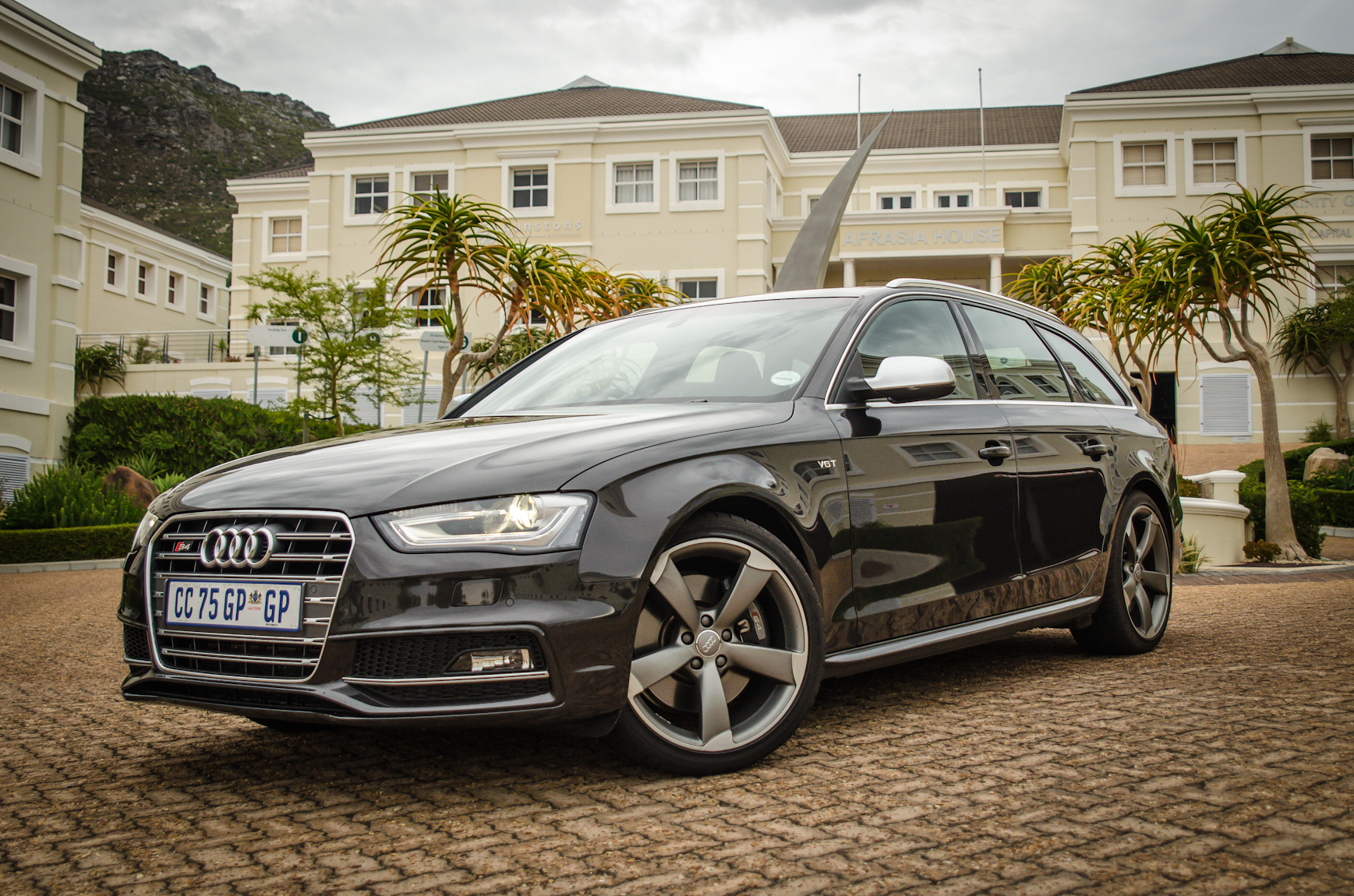
Audi S4 Avant (2011–2015).

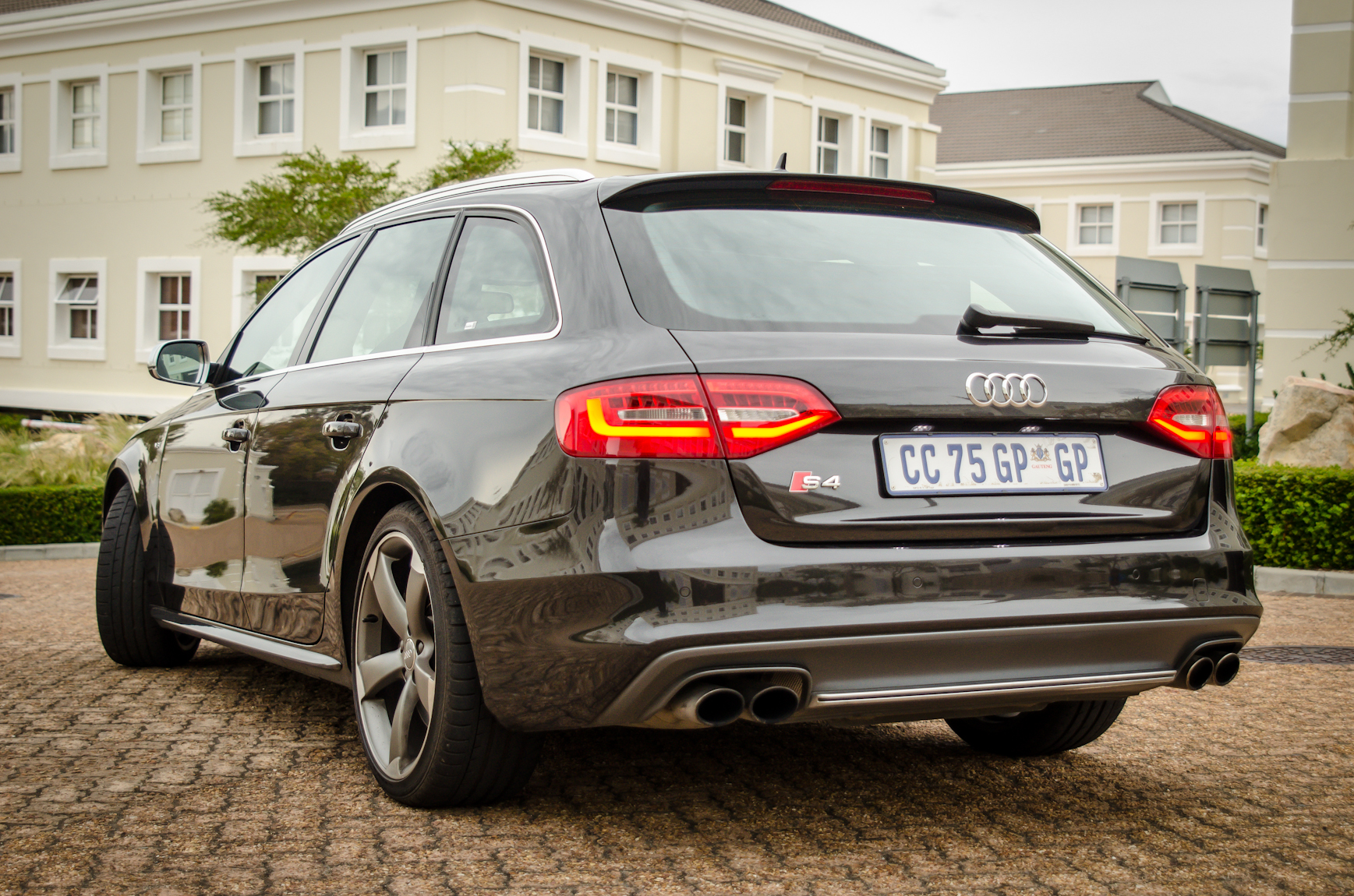
Vue arrière.

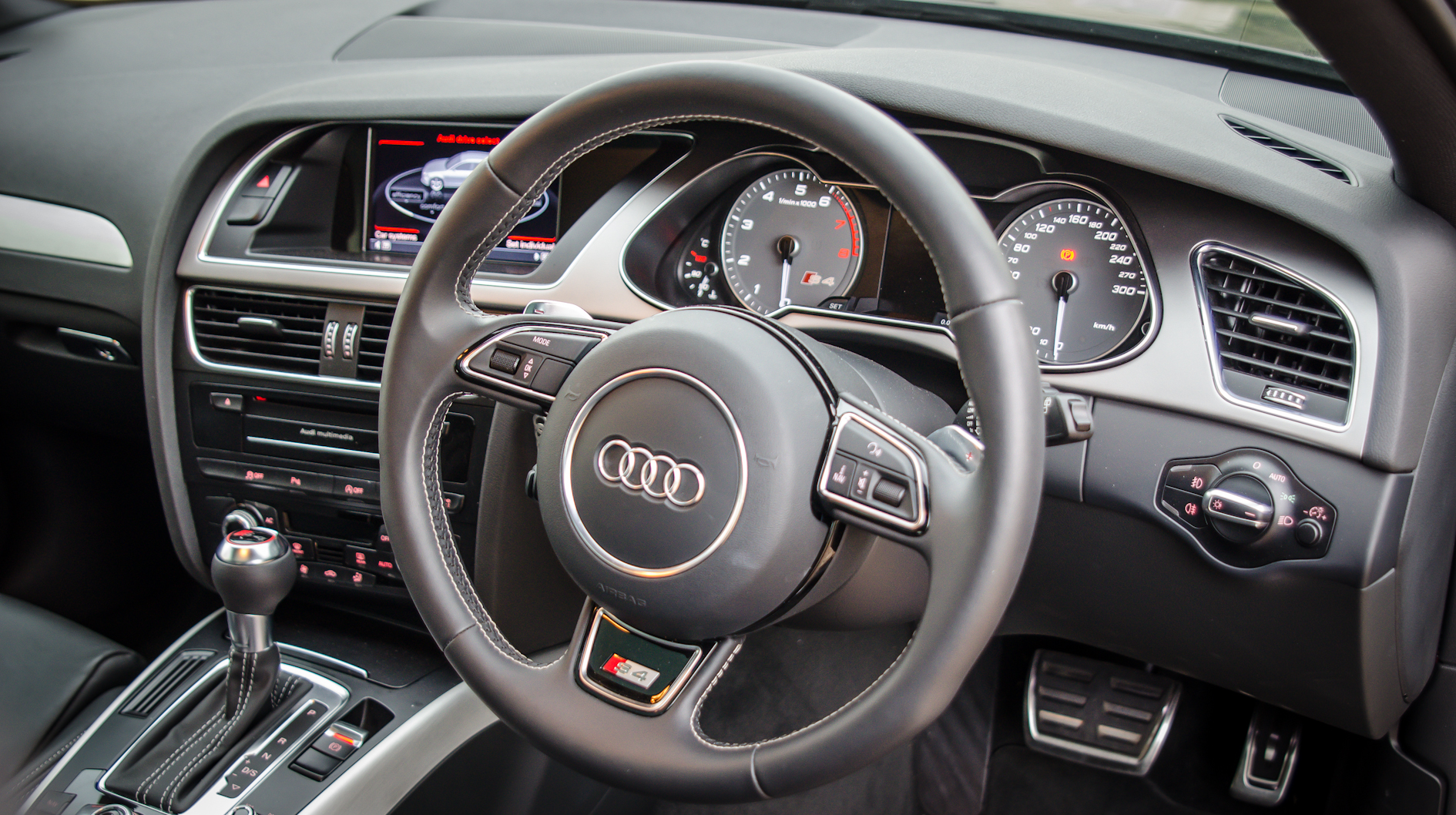
Intérieur.

En octobre 2011, il y a eu un lifting pour la S4, en parallèle à celui de l'A4. Dans le même temps, la consommation du moteur est réduite (8,1 l pour la berline et 8,4 l pour l'Avant) et seule la transmission à double embrayage à 7 rapports est proposée. La berline accélère désormais de 0 à 100 km/h en 5,0 s (5,1 s pour l'Avant).
La production a pris fin mi-2015 car le changement de modèle vers la B9 était imminent.

### Caractéristiques
Nouveautés techniques :
- moteur placé en arrière de l'essieu avant, pour un meilleur "touché" de route.
- nouvelle transmission intégrale typée 40 - 60 % sur l'arrière en temps normal. Bien sûr toujours variable.
- nouvelle boite de vitesses automatique séquentielle et robotisée S Tronic 7, plus réactive.
- différentiel Quattro Sport permettant "d'enrouler" le virage vers l'intérieur.
- possibilité de suspension pilotée et de direction dynamique via l'"Audi Drive Sélect" (optionnel).

## S4 B9 (depuis 2016)
Audi a présenté les nouvelles versions berline et break de la S4 sur la base de l'A4 B9 au salon de Genève 2016.
Elle adopte un V6 TFSI d'origine Porsche de 3.0 L et 354 chevaux (260 kW) accouplé avec une boîte automatique TIPTRONIC 8 rapports à convertisseur. Contrairement au moteur précédent, la charge du nouveau moteur (nom de code EA839 de Volkswagen) s'effectue via un turbocompresseur au lieu d'un compresseur. L'unité a un couple maximal de 500 Nm. Les phares et feux arrière à LED sont également de série.

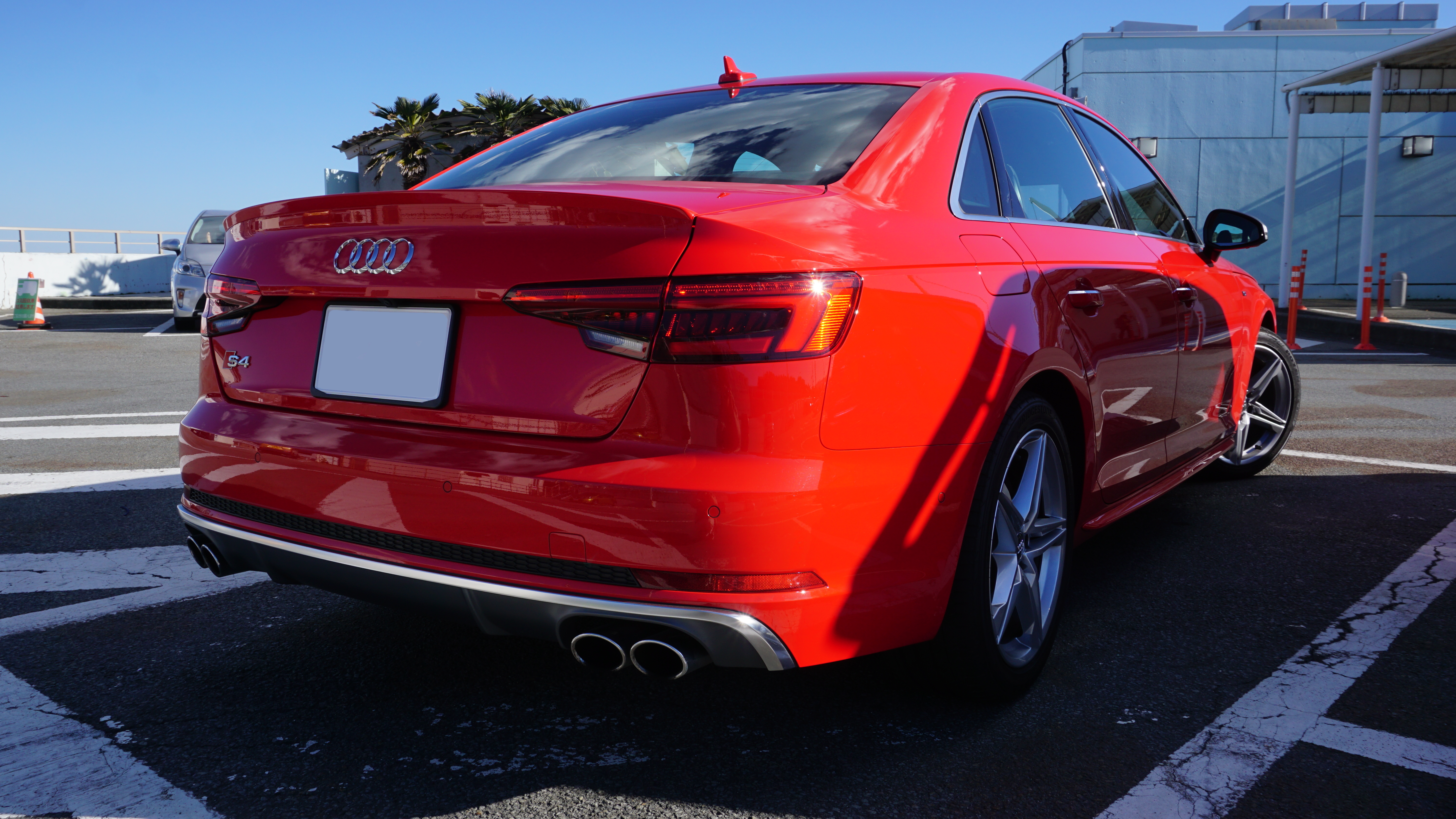
Vue arrière de la berline (2016–2019)
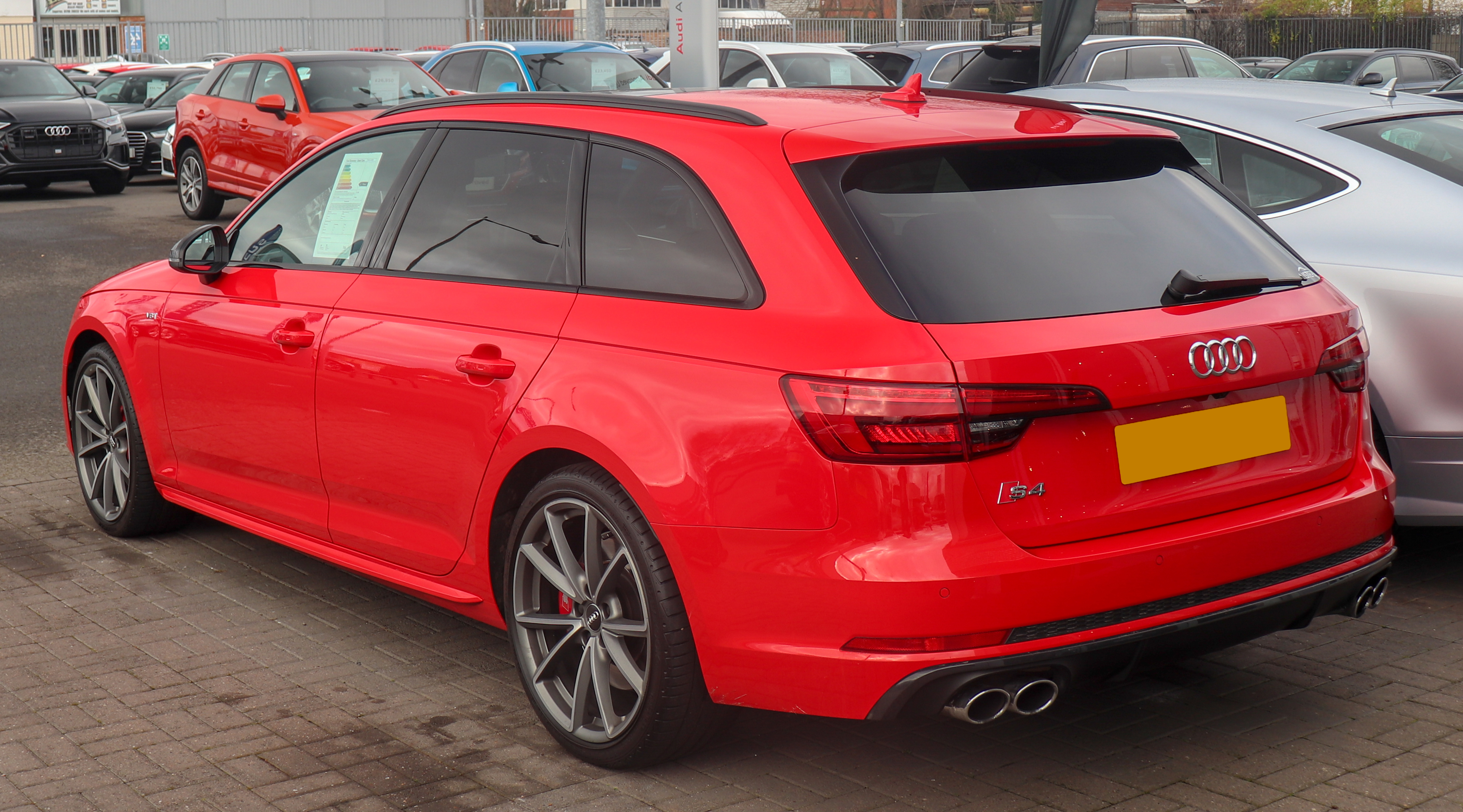
Vue arrière de l'Avant (2016–2019)
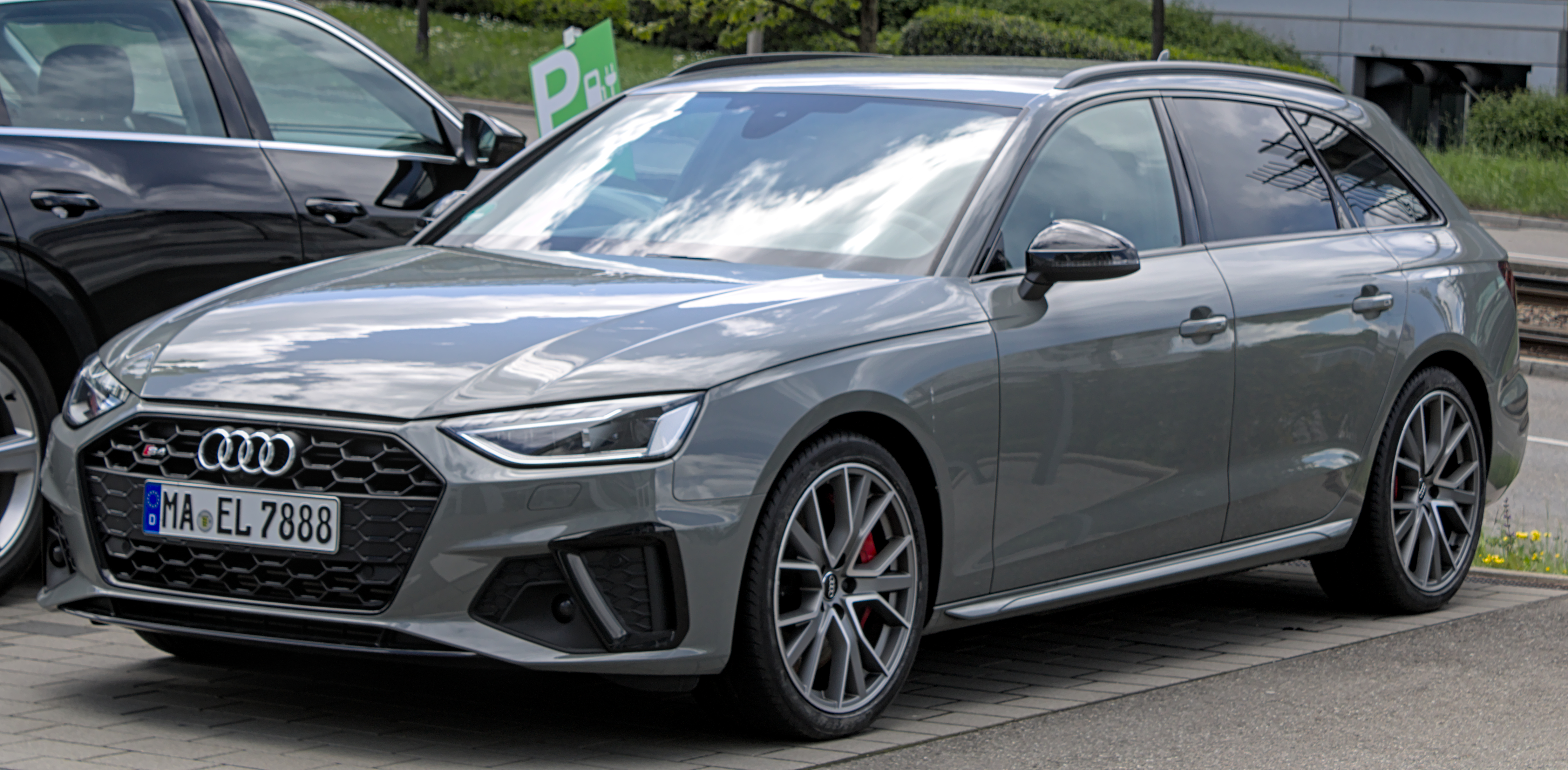
Audi S4 Avant (depuis 2019)

### Lifting
La S4 est restée inchangée lors du lifting de l'Audi A4 B9 réalisé à l'été 2018. Elle l'a reçue en mai 2019. En Europe, à la suite des nouvelles normes d'homologations de 2019, elle troque son moteur essence contre un V6 TDI afin de réduire ses émissions de CO2.,
; hors d'Europe, le moteur essence qui est disponible depuis 2016 reste le même. Les moteurs diesel ont une capacité de 3 litres, ils sont turbocompressés et également aidé d'une micro-hybridation de type 48 volts permettant un mode libre et suppléant au système stop-and-start, ils perdent 7 chevaux (255 kW) et ont maintenant un couple maximal de 700 Nm et ils adoptent une boîte automatique 8 rapports à convertisseur de couple (Tiptronic).

## Audi S4 Cabriolet
Seule différence, le cabriolet atteint un poids de 1 895 kg (à vide) à cause des renforts de châssis pour améliorer la rigidité par rapport aux berlines et breaks.
Toutes les S4 Cabriolet B6 et B7 sont fabriquées dans l'usine Quattro GMBH qui ne fabrique normalement que les modèles RS de la marque AUDI.
Les pneumatiques sont de dimension 235/40 R18 95Y.

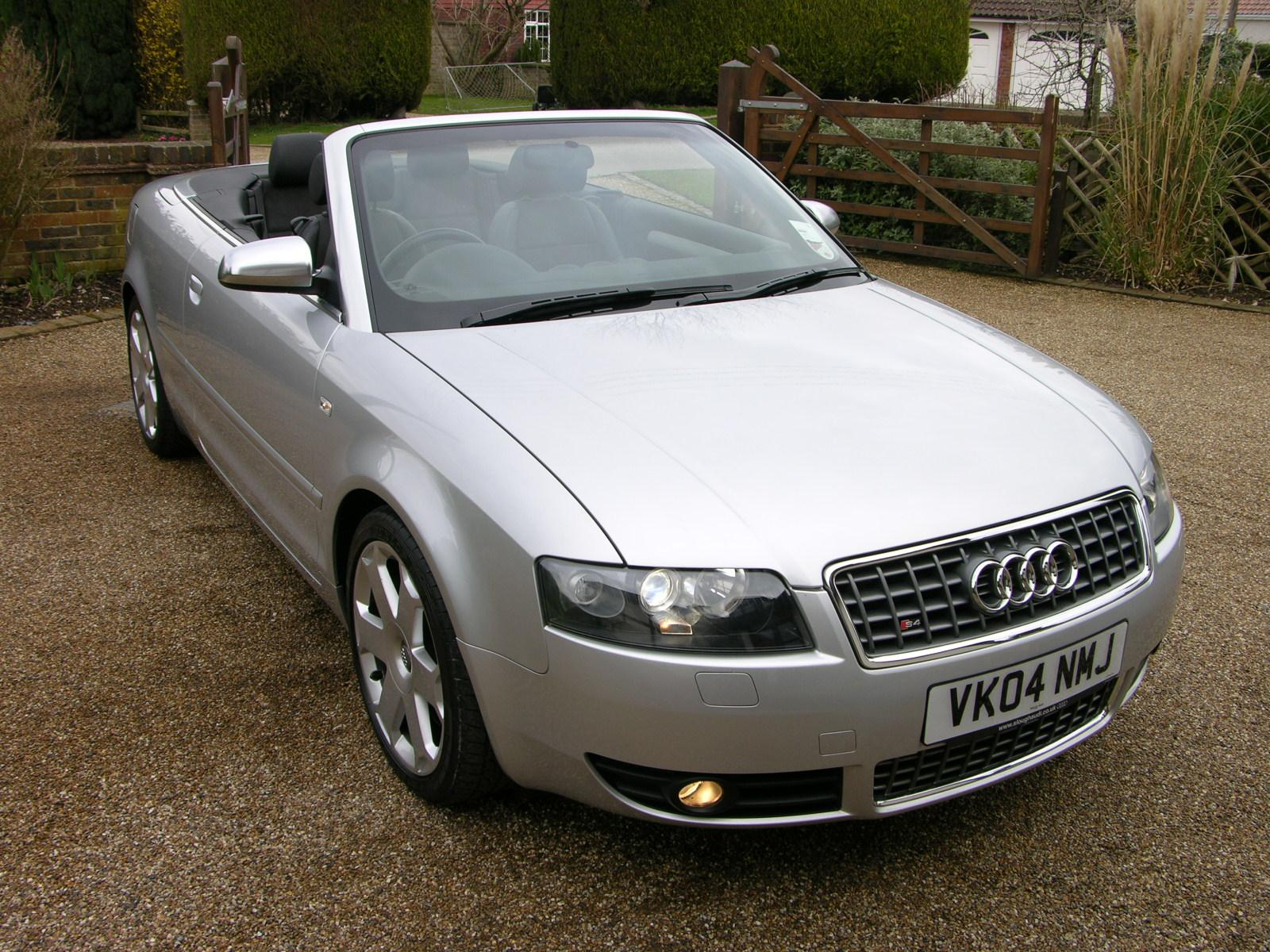
Audi S4 Cabriolet B6.
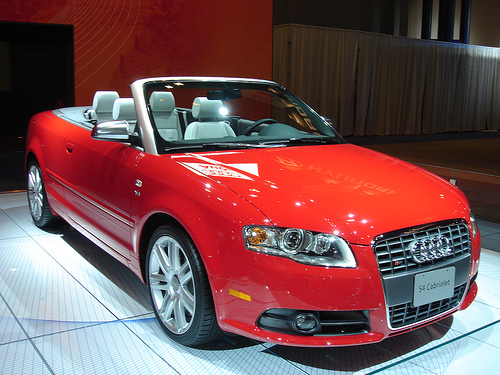
Audi S4 cabriolet (2006–2009).

## Audi S4 Avant

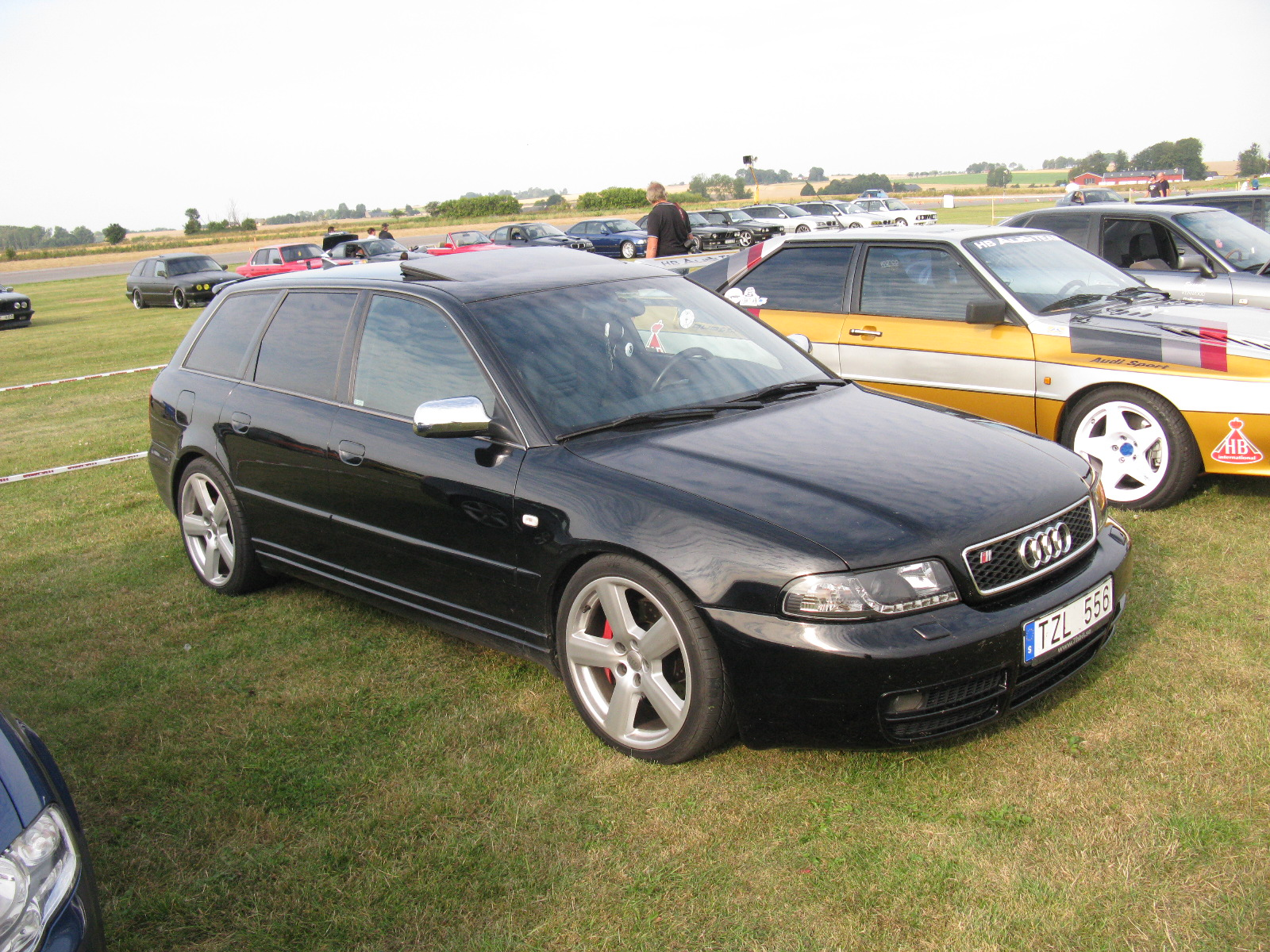
Audi S4 B5 Avant.
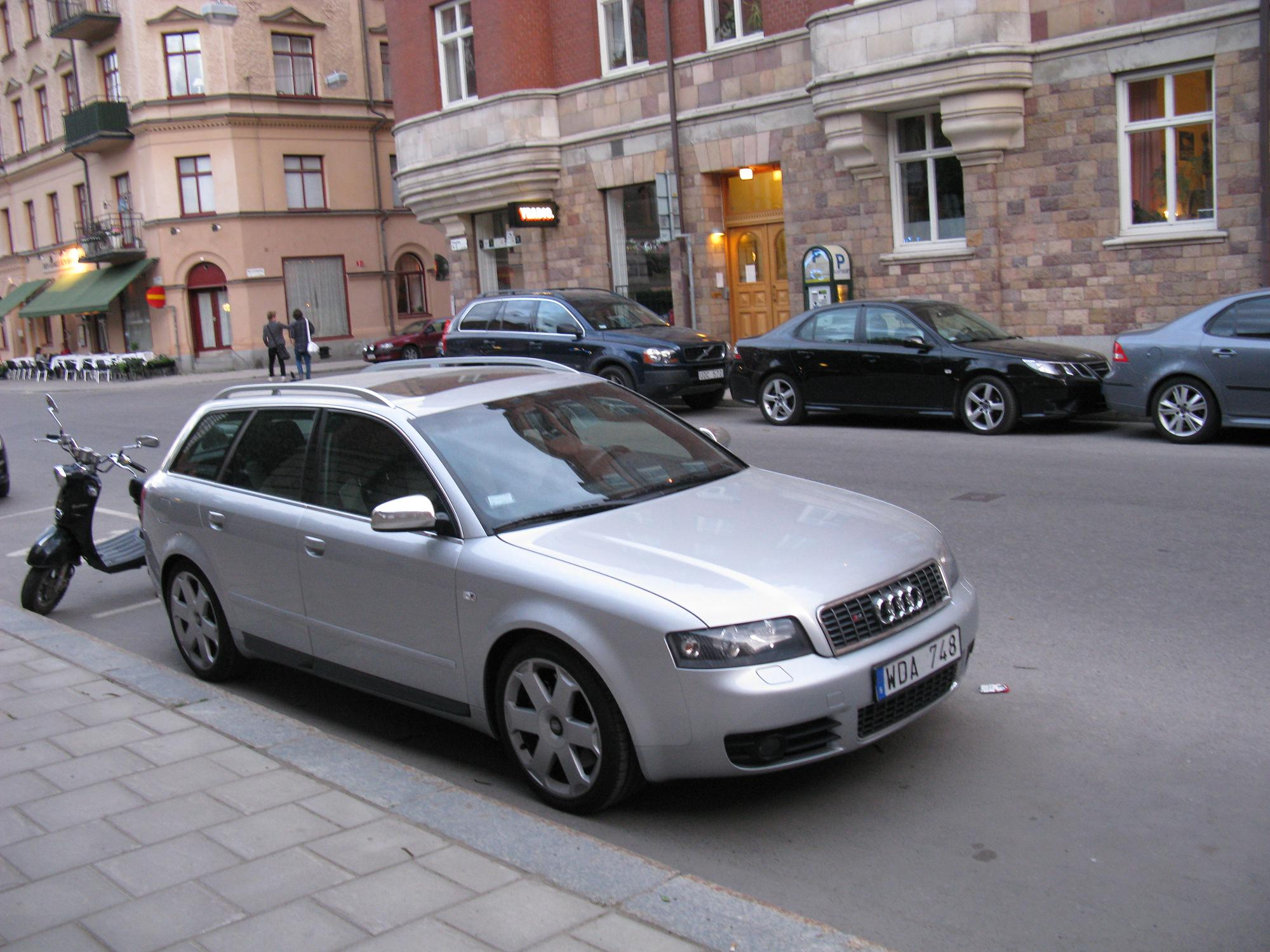
Audi S4 B6 Avant.
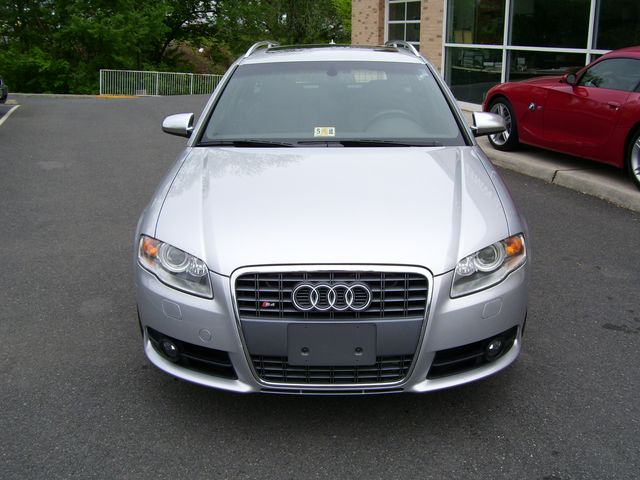
Audi S4 B7 Avant.
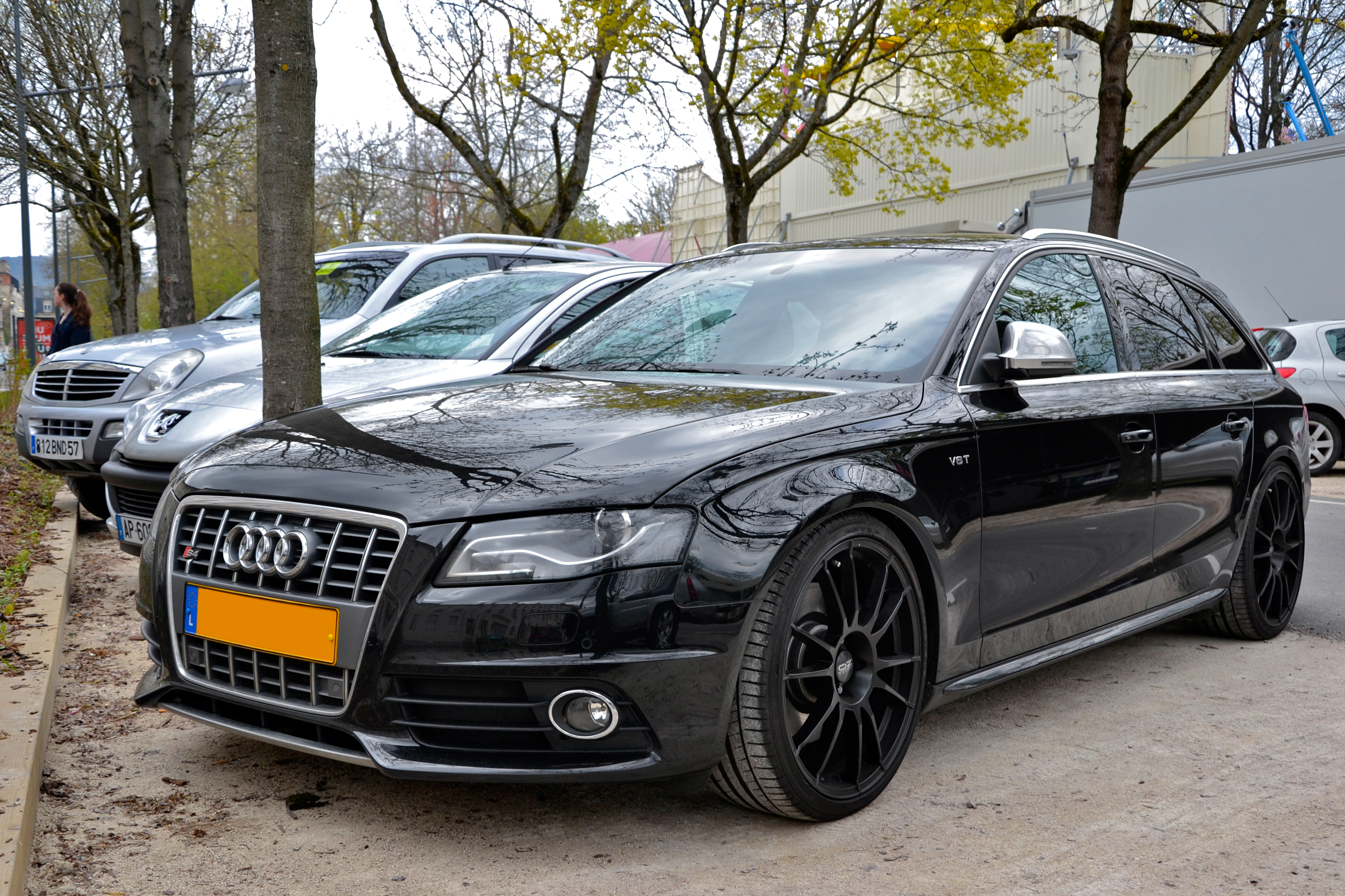
Audi S4 B8 Avant Phase 1.
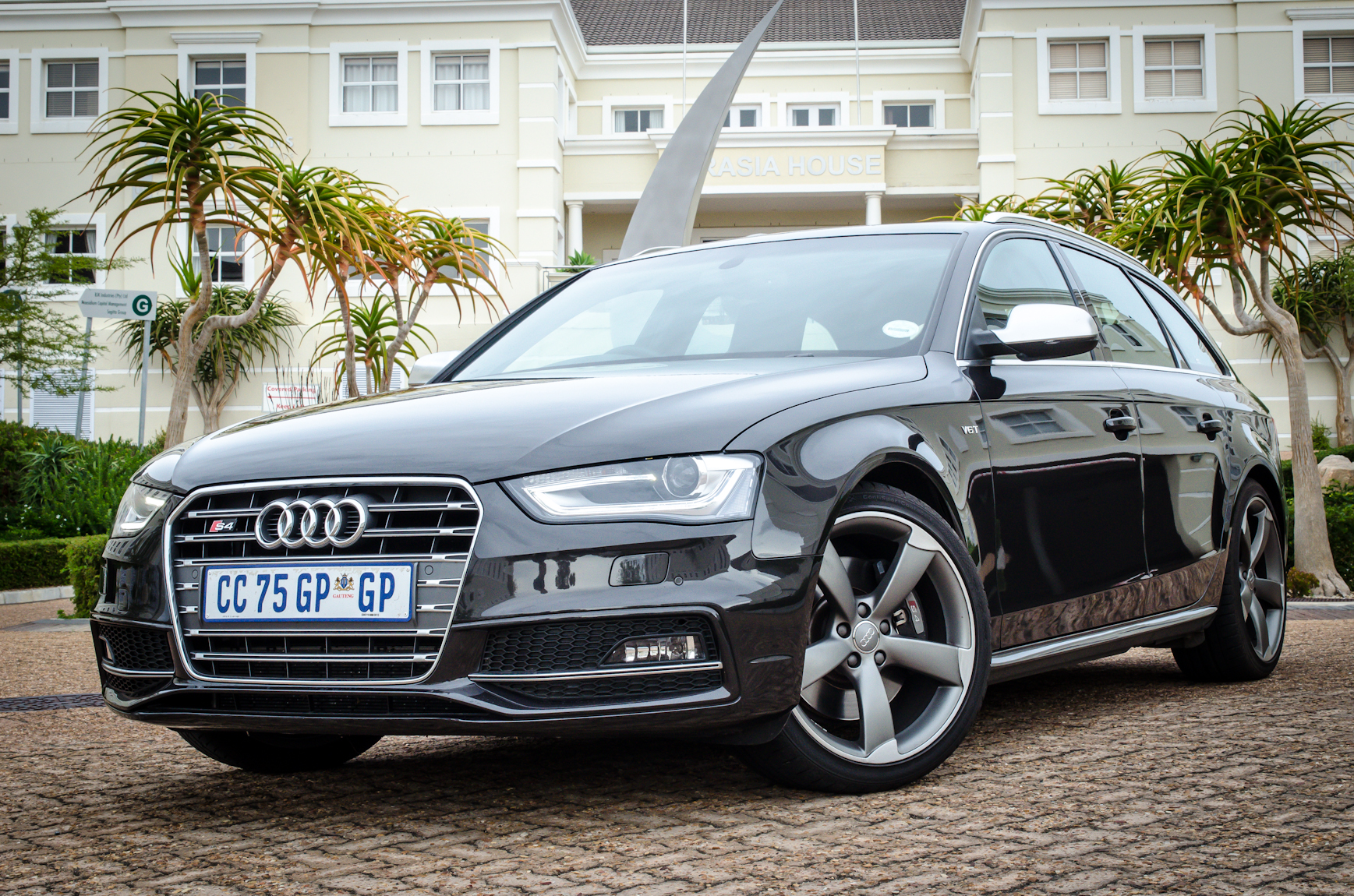
Audi S4 B8 Avant Phase 2.

L'Audi S4 Avant est la version break de la sportive S4, basées toutes deux sur les A4/A4 Avant. Contrairement à la S4 berline qui en a quatre générations, trois générations ont existé depuis 1997. La quatrième a été dévoilée au Salon de Genève 2016 en même temps que la S4 berline.

### Motorisations
- V6 Bi-Turbo BV6, 265 ch, 400 N m, 250 km/h (limité) (monté sur Audi S4 B5).
- V8 4.2 BV6, 344 ch, 410 N m, 250 km/h (limité) (monté sur Audi S4 B6).
- V8 4.2 tiptronic, 344 ch, 410 N m, 250 km/h (limité) (monté sur Audi S4 B7).
- V6 3,0 L TFSi, 333 ch, 440 N m à 2 900 tr/min, 250 km/h (limité) (monté sur Audi S4 B8).
- V6 3,0 L TFSi, 354 ch, 500 N m à 4 500 tr/min, 250 km/h (limité).